# 卡雷尔·马哈
卡雷尔·希内克·马哈（捷克語：Karel Hynek Mácha，1810年11月16日—1836年11月6日）是捷克19世纪的浪漫派诗人。他被称为“捷克诗歌的施洗者和培育了整个现代诗歌的精神之父”。他的代表作是抒情叙事长诗《五月》。